# アラン・マクダイアミッド
アラン・グラハム・マクダイアミッド（Alan Graham MacDiarmid、ONZ，1927年4月14日 - 2007年2月7日）は、ニュージーランド出身の化学者。2000年に導電性高分子の発見と発展に関する業績に対し、アラン・ヒーガー、白川英樹らと共にノーベル化学賞が授与された。

## 略歴
ウェリントン地方のマスタートンに生まれる。貧しい家庭環境に育ち、家族でウェリントン近郊のロワー・ハットへ引越す。化学に興味をもち、図書館の書物や父親の蔵書などを読み、独学で化学の勉強をする。ハットバレー高校で大学入試資格を得て、ウェリントンのヴィクトリア大学ウェリントンへ入学。在学中は化学教室で掃除などの雑用をして学費を稼ぎながら修士課程まで進学する。当時のニュージーランドでは制度的に博士号は取得できなかったため、フルブライト奨学金を得てアメリカ合衆国のウィスコンシン大学へ留学し、博士号を取得。さらにシェル奨学金を受けてケンブリッジ大学へ移り、2つ目の博士号を得る。
セント・アンドルーズ大学で1年過ごしたのち、1955年にペンシルベニア大学に職位を得て2007年に死去するまで52年間にわたり勤務した。1964年にペンシルベニア大学正教授、1988年から化学部ブランシャール特任教授。また、2002年にはテキサス大学ダラス校の教授になった。同校には、彼の名を冠したアラン・G・マクダイアミッドナノテクノロジー研究所がある。2003年王立協会フェロー選出。
晩年は骨髄異形成症候群に苦しみニュージーランドへの帰国を考えていたが、2007年2月、ペンシルベニア州ドレクセル・ヒルの自宅の階段から転落したのが元でこの世を去った。同地のArlington Cemetery Coに埋葬されている。

## 業績
学生時代には無機化学を専攻し、硫化窒素の合成について論じた修士論文の内容はネイチャーにも掲載された。ウィスコンシンではシアニド錯体、ケンブリッジではシリル化合物を扱っていたが、ペンシルベニア大学着任後しばらくは修士論文のテーマであった硫化窒素を中心に研究を行った。1970年代中盤からは、同じくペンシルベニア大学に在籍し電荷移動錯体を扱っていた物理学者のアラン・ヒーガーと共に硫化窒素ポリマーの研究を進めた。
1975年に東京工業大学を訪問した際、白川英樹から金属光沢を示すポリアセチレンを見せられて興味を持ち、翌年白川をペンシルベニアに招聘、ヒーガーと共にポリアセチレンの電気伝導性について研究を進めた。1977年にヨウ素蒸気によるドーピングが導電性を飛躍的に向上させることを報告し、この業績が後のノーベル賞対象となった。
白川が帰国し、ヒーガーがカリフォルニア大学へ移ってからは、より安定で加工しやすい導電性高分子であるポリアニリンを研究対象として、化学合成から電導性の理論、さらにはデバイス化まで幅広く研究を行った。

## 栄誉・受賞
- 1982年 - センテナリー賞、アーサー・K・ドーリットル賞
- 1984年 - 化学パイオニア賞
- 1999年 - アメリカ化学会賞
- 2000年 - ノーベル化学賞
- 2001年 - ラザフォード・メダル（ニュージーランド）、ニュージーランド勲章
- 2002年 - ウィリアム・H・ニコルズ賞